# Газімурський Завод
Газіму́рський Завод (рос. Газимурский Завод) — село, центр Газімуро-Заводського району Забайкальського краю, Росія. Адміністративний центр Газімуро-Заводського сільського поселення.

## Населення
Населення — 2657 осіб (2010; 2465 у 2002).
Національний склад (станом на 2002 рік):
- росіяни — 98 %